# Blijf bij mij (Dit zijn voor mij de allermooiste uren)
Blijf bij mij (Dit zijn voor mij de allermooiste uren) is een single en hit van de Nederlandse zangers André Hazes en Gerard Joling. Het is de tweede single van Jolings album Maak me gek.

## Achtergrondinformatie
De oorsprong van dit nummer ligt in Italië. Blijf bij mij is namelijk een cover van het nummer Forse van de Italiaanse zanger Pupo uit 1979. Begin jaren tachtig werd het nummer succesvol gecoverd door de Argentijnse zanger Sabú (Quizas si, Quizas no). In 1988 nam Hazes het nummer als Blijf bij mij op voor zijn album Liefde, leven, geven. Het nummer was de eerste single die van dat album uitgebracht werd, weliswaar onder de afwijkende naam Blijf maar hier. Dat nummer belandde toen op de 32e plaats in de Nationale Hitparade.
Het duet met Joling werd opgenomen na de dood van Hazes. Het is niet de eerste keer dat er een duet met Hazes werd opgenomen na zijn dood, in 2006 deed rapper Ali B het met het nummer Wij houden van Oranje. Joling nam Blijf bij mij (Dit zijn voor mij de allermooiste uren) op voor zijn album omdat het een van zijn persoonlijke favorieten was. Een week voordat het album af moest zijn kreeg hij toestemming van de erven van Hazes om het nummer, waarin originele vocalen van Hazes verwerkt zijn, ook daadwerkelijk op het album te zetten.

## Hitverloop
De single werd in mei 2007 uitgebracht, en kwam alleen op downloads het weekend erna al binnen op 43 in de Single Top 100. De week daarop steeg het nummer naar de eerste plaats, en werd zo een van de grootste sprongen ooit naar nummer 1. Voor de eerste keer in de hitgeschiedenis kwam een liedje 3 maal terug op de eerste plaats (9+1+1+1). In de Mega Top 50 kwam het nieuw binnen op de eerste plaats, waar het, weliswaar met onderbreking, 10 weken zou blijven. In de Top 40 kwam het nummer binnen op nummer 3, en steeg de week erna naar de eerste positie. Daar bleef het elf weken staan.
Voor Hazes is Blijf bij mij zijn zesde nummer 1-hit in de Single Top 100 en de Mega Top 50, en de tweede in de Nederlandse Top 40. Joling stond eerder in 2007 al op nummer 1 in de Mega Top 50 en Single Top 100 met Maak me gek. In het jaaroverzicht van de Single Top 100 van 2007 stond het nummer op nummer 1 op basis van de verkoopcijfers.

## Clip
Voor Blijf bij mij (Dit zijn voor mij de allermooiste uren) werd een videoclip gemaakt. In de clip is een oud optreden van André Hazes te zien, waar hij 'de oorspronkelijke versie van het nummer zingt bij de Way of Life Show. In de zwart-witbeelden is Gerard Joling gemonteerd, zodat het lijkt alsof ze samen op één podium staan.

### Tracklist
1. Blijf bij mij - (A. Hazes / Enzo Ginazzi Daniele Pace - 4:01
2. Levenslang - (H. Aalbers / T. Peters) - 3:40

### Hitnotering
| "Blijf bij mij" in de Nederlandse Top 40 - binnen: 19 mei 2007 | "Blijf bij mij" in de Nederlandse Top 40 - binnen: 19 mei 2007 | "Blijf bij mij" in de Nederlandse Top 40 - binnen: 19 mei 2007 | "Blijf bij mij" in de Nederlandse Top 40 - binnen: 19 mei 2007 | "Blijf bij mij" in de Nederlandse Top 40 - binnen: 19 mei 2007 | "Blijf bij mij" in de Nederlandse Top 40 - binnen: 19 mei 2007 | "Blijf bij mij" in de Nederlandse Top 40 - binnen: 19 mei 2007 | "Blijf bij mij" in de Nederlandse Top 40 - binnen: 19 mei 2007 | "Blijf bij mij" in de Nederlandse Top 40 - binnen: 19 mei 2007 | "Blijf bij mij" in de Nederlandse Top 40 - binnen: 19 mei 2007 | "Blijf bij mij" in de Nederlandse Top 40 - binnen: 19 mei 2007 | "Blijf bij mij" in de Nederlandse Top 40 - binnen: 19 mei 2007 | "Blijf bij mij" in de Nederlandse Top 40 - binnen: 19 mei 2007 | "Blijf bij mij" in de Nederlandse Top 40 - binnen: 19 mei 2007 | "Blijf bij mij" in de Nederlandse Top 40 - binnen: 19 mei 2007 | "Blijf bij mij" in de Nederlandse Top 40 - binnen: 19 mei 2007 | "Blijf bij mij" in de Nederlandse Top 40 - binnen: 19 mei 2007 | "Blijf bij mij" in de Nederlandse Top 40 - binnen: 19 mei 2007 | "Blijf bij mij" in de Nederlandse Top 40 - binnen: 19 mei 2007 | "Blijf bij mij" in de Nederlandse Top 40 - binnen: 19 mei 2007 | "Blijf bij mij" in de Nederlandse Top 40 - binnen: 19 mei 2007 | "Blijf bij mij" in de Nederlandse Top 40 - binnen: 19 mei 2007 | "Blijf bij mij" in de Nederlandse Top 40 - binnen: 19 mei 2007 | "Blijf bij mij" in de Nederlandse Top 40 - binnen: 19 mei 2007 | "Blijf bij mij" in de Nederlandse Top 40 - binnen: 19 mei 2007 |
| Week                                                           | 1                                                              | 2                                                              | 3                                                              | 4                                                              | 5                                                              | 6                                                              | 7                                                              | 8                                                              | 9                                                              | 10                                                             | 11                                                             | 12                                                             | 13                                                             | 14                                                             | 15                                                             | 16                                                             | 17                                                             | 18                                                             | 19                                                             | 20                                                             | 21                                                             | 22                                                             | 23                                                             |                                                                |
| -------------------------------------------------------------- | -------------------------------------------------------------- | -------------------------------------------------------------- | -------------------------------------------------------------- | -------------------------------------------------------------- | -------------------------------------------------------------- | -------------------------------------------------------------- | -------------------------------------------------------------- | -------------------------------------------------------------- | -------------------------------------------------------------- | -------------------------------------------------------------- | -------------------------------------------------------------- | -------------------------------------------------------------- | -------------------------------------------------------------- | -------------------------------------------------------------- | -------------------------------------------------------------- | -------------------------------------------------------------- | -------------------------------------------------------------- | -------------------------------------------------------------- | -------------------------------------------------------------- | -------------------------------------------------------------- | -------------------------------------------------------------- | -------------------------------------------------------------- | -------------------------------------------------------------- | -------------------------------------------------------------- |
| Nummer                                                         | 3                                                              | 1                                                              | 1                                                              | 1                                                              | 1                                                              | 1                                                              | 1                                                              | 1                                                              | 1                                                              | 1                                                              | 1                                                              | 1                                                              | 4                                                              | 5                                                              | 7                                                              | 8                                                              | 11                                                             | 15                                                             | 17                                                             | 23                                                             | 33                                                             | 36                                                             | 40                                                             | uit                                                            |

| "Blijf bij mij" in de Mega Top 50 - binnen: 19 mei 2007 | "Blijf bij mij" in de Mega Top 50 - binnen: 19 mei 2007 | "Blijf bij mij" in de Mega Top 50 - binnen: 19 mei 2007 | "Blijf bij mij" in de Mega Top 50 - binnen: 19 mei 2007 | "Blijf bij mij" in de Mega Top 50 - binnen: 19 mei 2007 | "Blijf bij mij" in de Mega Top 50 - binnen: 19 mei 2007 | "Blijf bij mij" in de Mega Top 50 - binnen: 19 mei 2007 | "Blijf bij mij" in de Mega Top 50 - binnen: 19 mei 2007 | "Blijf bij mij" in de Mega Top 50 - binnen: 19 mei 2007 | "Blijf bij mij" in de Mega Top 50 - binnen: 19 mei 2007 | "Blijf bij mij" in de Mega Top 50 - binnen: 19 mei 2007 | "Blijf bij mij" in de Mega Top 50 - binnen: 19 mei 2007 | "Blijf bij mij" in de Mega Top 50 - binnen: 19 mei 2007 | "Blijf bij mij" in de Mega Top 50 - binnen: 19 mei 2007 | "Blijf bij mij" in de Mega Top 50 - binnen: 19 mei 2007 | "Blijf bij mij" in de Mega Top 50 - binnen: 19 mei 2007 | "Blijf bij mij" in de Mega Top 50 - binnen: 19 mei 2007 | "Blijf bij mij" in de Mega Top 50 - binnen: 19 mei 2007 | "Blijf bij mij" in de Mega Top 50 - binnen: 19 mei 2007 | "Blijf bij mij" in de Mega Top 50 - binnen: 19 mei 2007 | "Blijf bij mij" in de Mega Top 50 - binnen: 19 mei 2007 | "Blijf bij mij" in de Mega Top 50 - binnen: 19 mei 2007 | "Blijf bij mij" in de Mega Top 50 - binnen: 19 mei 2007 | "Blijf bij mij" in de Mega Top 50 - binnen: 19 mei 2007 | "Blijf bij mij" in de Mega Top 50 - binnen: 19 mei 2007 |
| Week                                                    | 1                                                       | 2                                                       | 3                                                       | 4                                                       | 5                                                       | 6                                                       | 7                                                       | 8                                                       | 9                                                       | 10                                                      | 11                                                      | 12                                                      | 13                                                      | 14                                                      | 15                                                      | 16                                                      | 17                                                      | 18                                                      | 19                                                      | 20                                                      | 21                                                      | 22                                                      | 23                                                      |                                                         |
| ------------------------------------------------------- | ------------------------------------------------------- | ------------------------------------------------------- | ------------------------------------------------------- | ------------------------------------------------------- | ------------------------------------------------------- | ------------------------------------------------------- | ------------------------------------------------------- | ------------------------------------------------------- | ------------------------------------------------------- | ------------------------------------------------------- | ------------------------------------------------------- | ------------------------------------------------------- | ------------------------------------------------------- | ------------------------------------------------------- | ------------------------------------------------------- | ------------------------------------------------------- | ------------------------------------------------------- | ------------------------------------------------------- | ------------------------------------------------------- | ------------------------------------------------------- | ------------------------------------------------------- | ------------------------------------------------------- | ------------------------------------------------------- | ------------------------------------------------------- |
| Nummer                                                  | 1                                                       | 1                                                       | 1                                                       | 1                                                       | 1                                                       | 1                                                       | 1                                                       | 1                                                       | 1                                                       | 2                                                       | 1                                                       | 2                                                       | 3                                                       | 4                                                       | 5                                                       | 7                                                       | 10                                                      | 16                                                      | 21                                                      | 22                                                      | 28                                                      | 34                                                      | 43                                                      | uit                                                     |